# Скріпка (Цілком таємно)

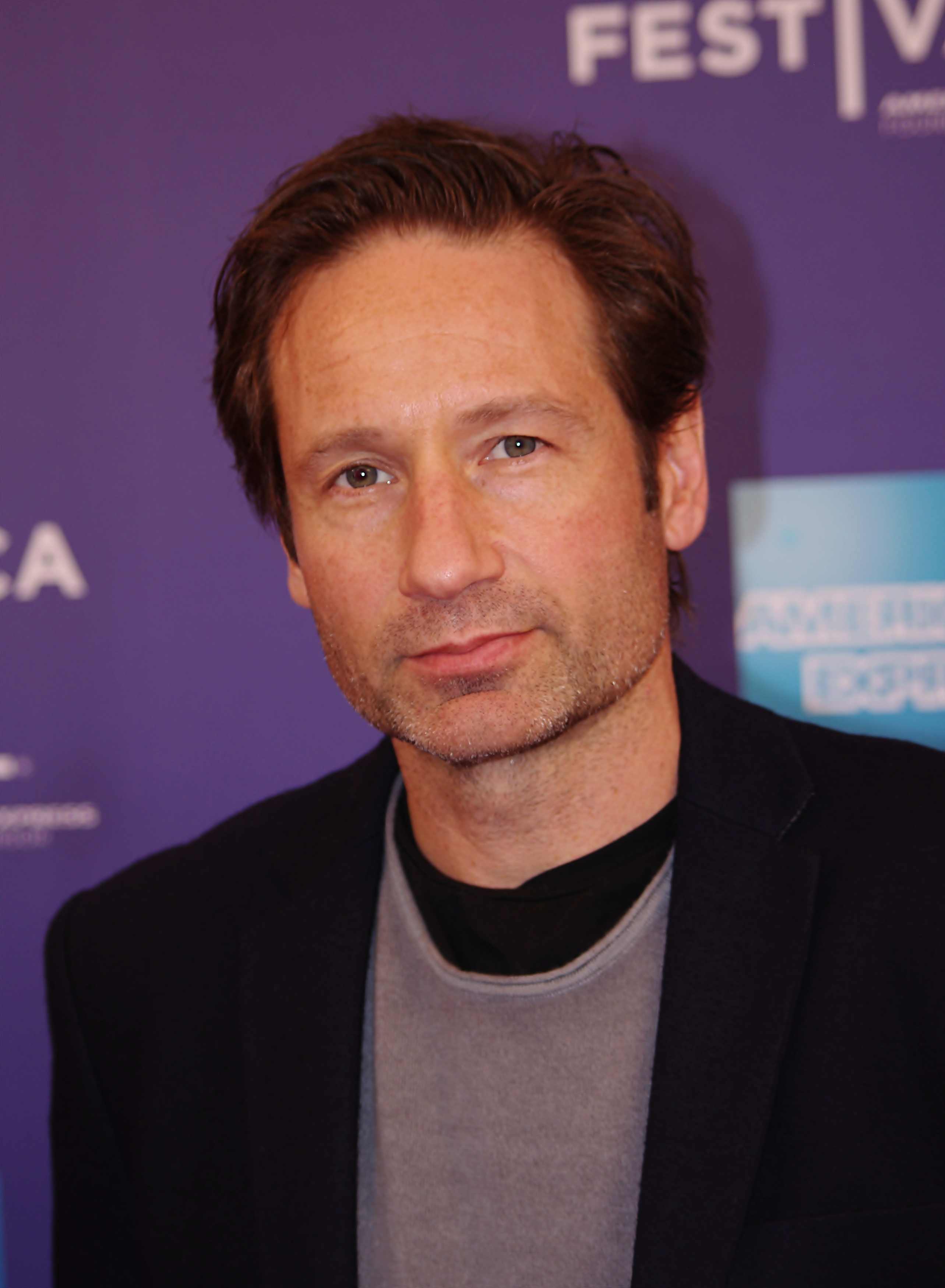

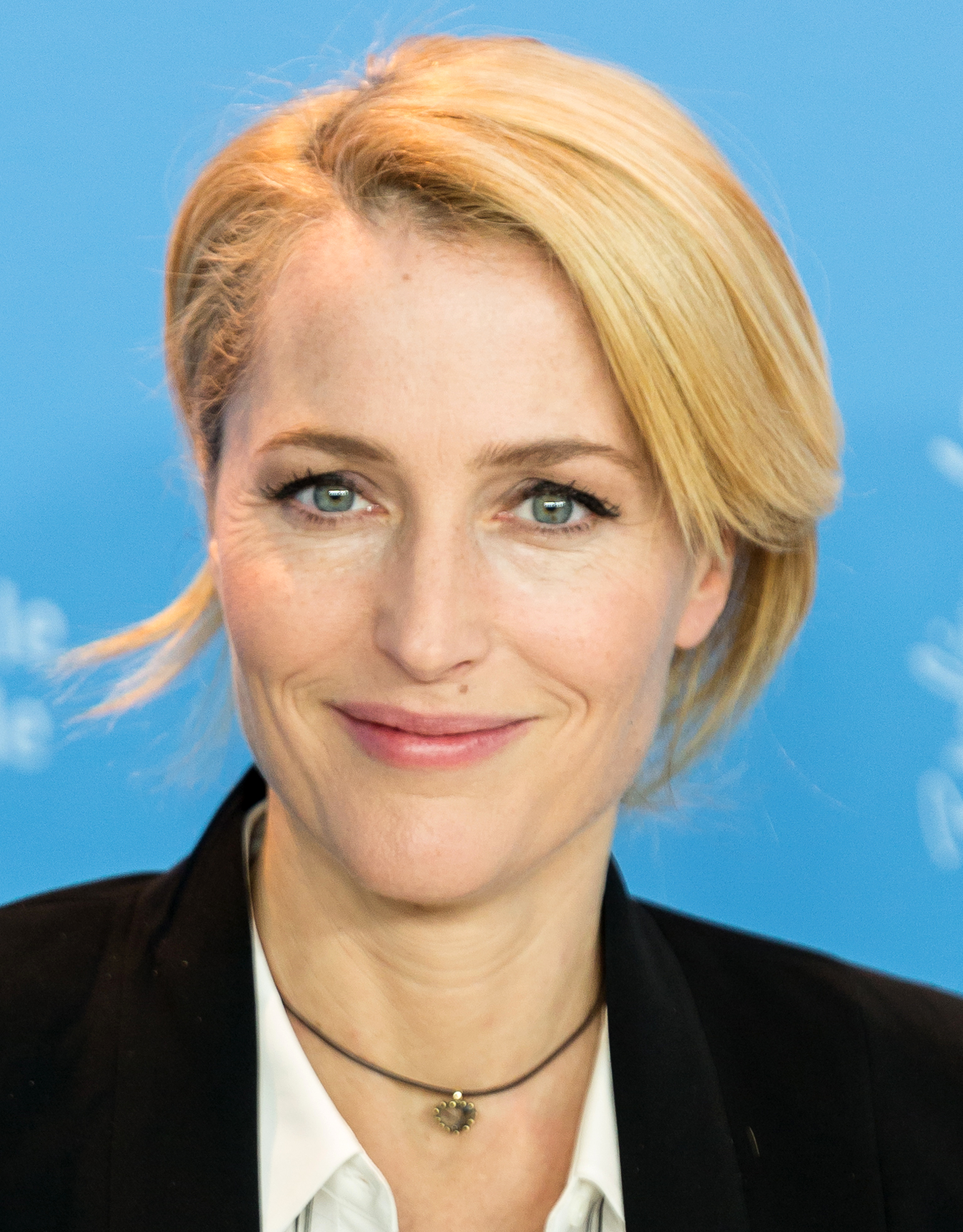

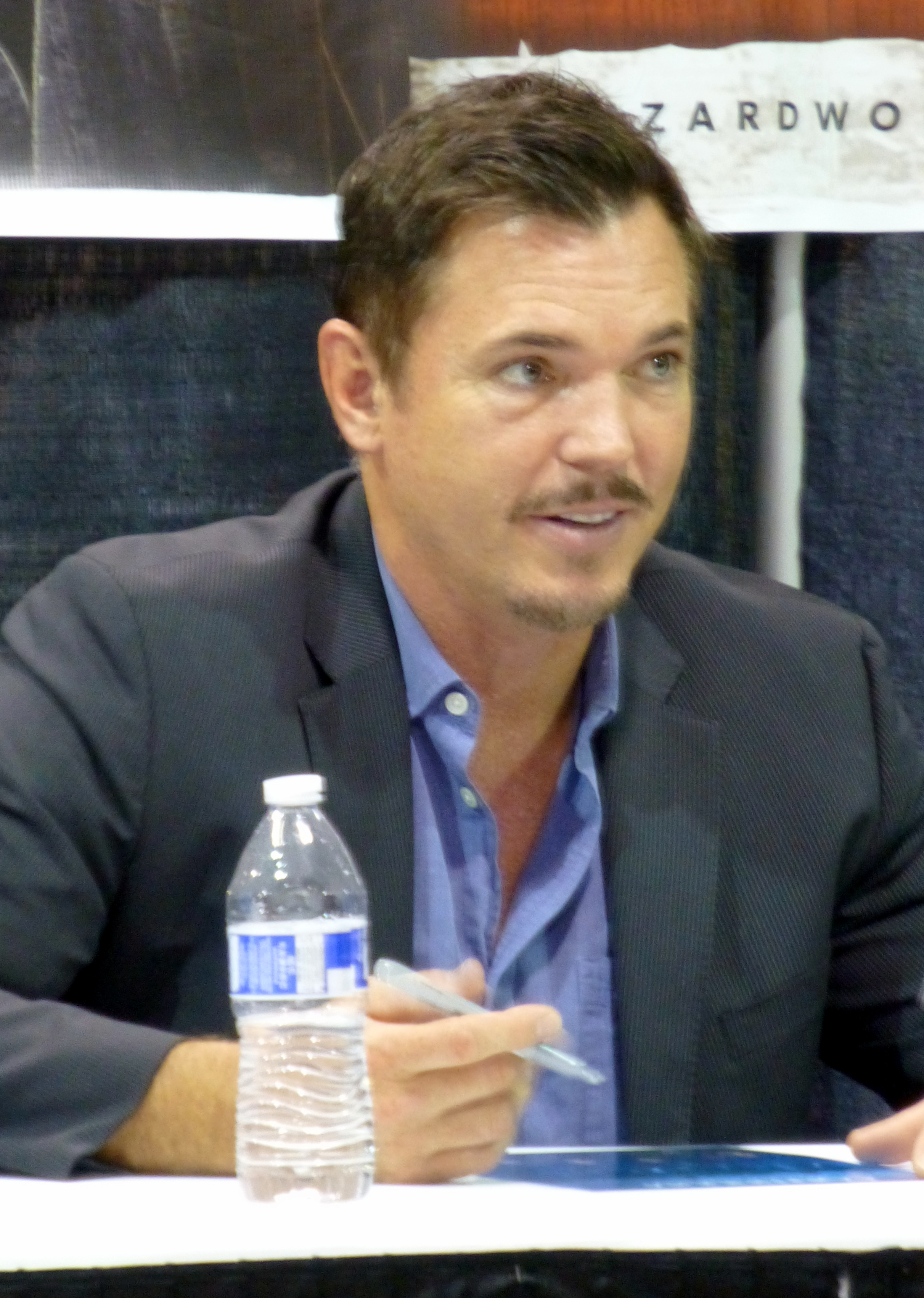

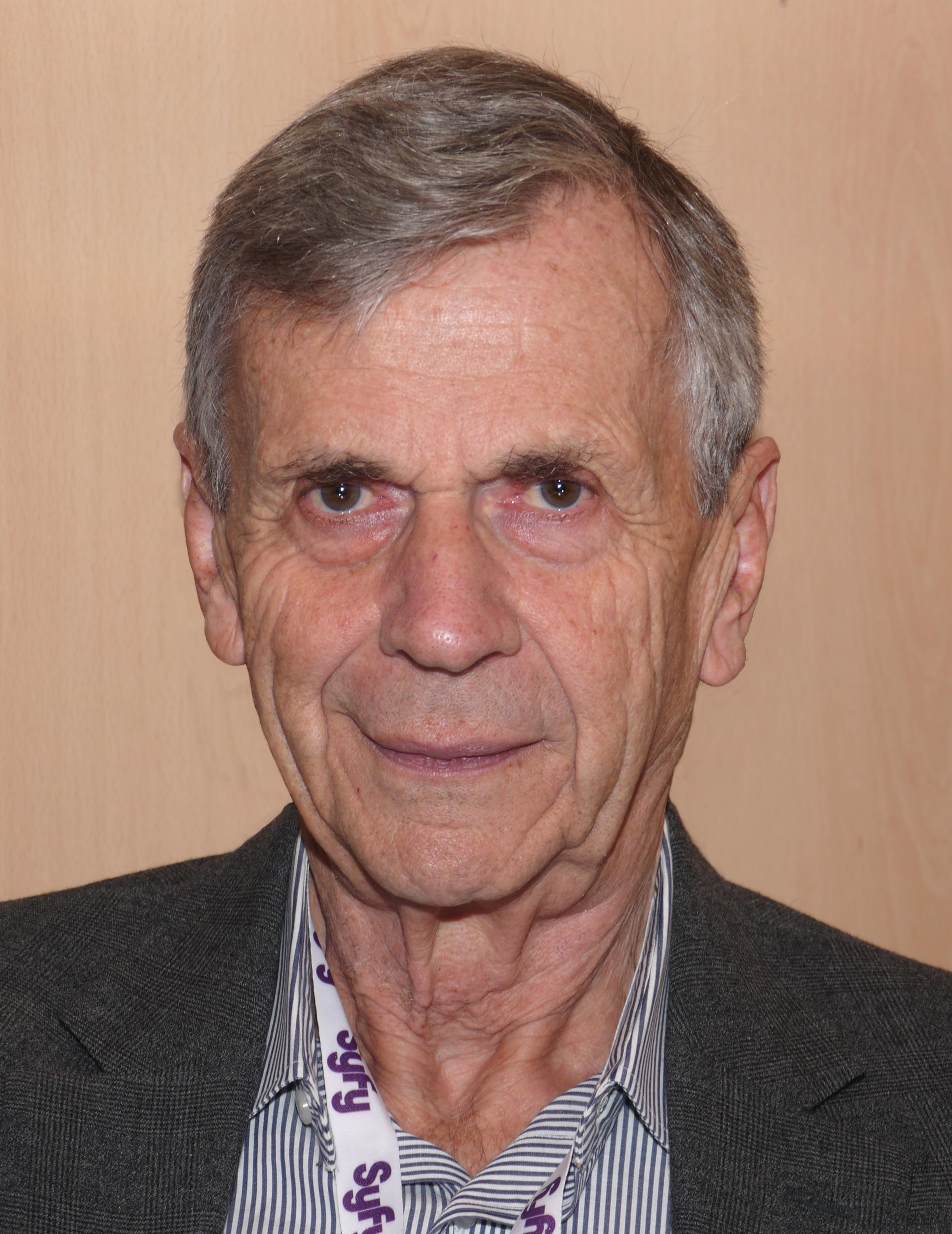

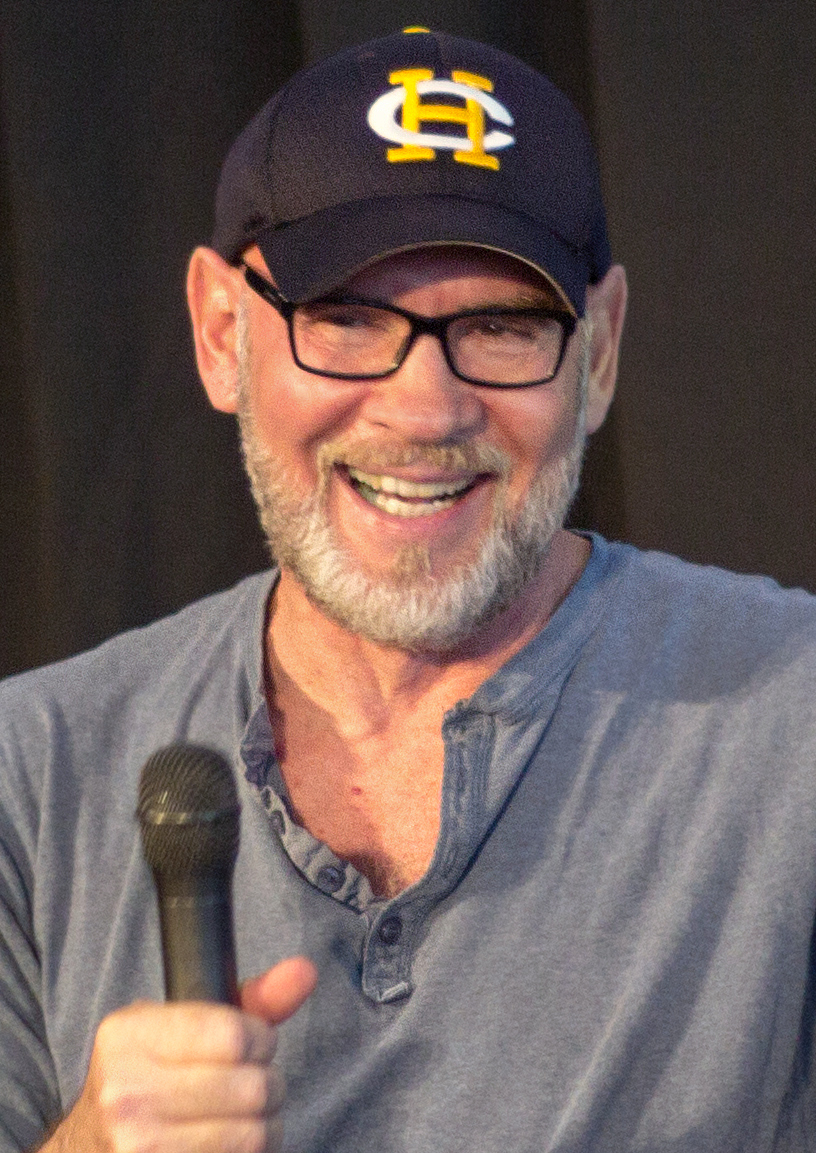

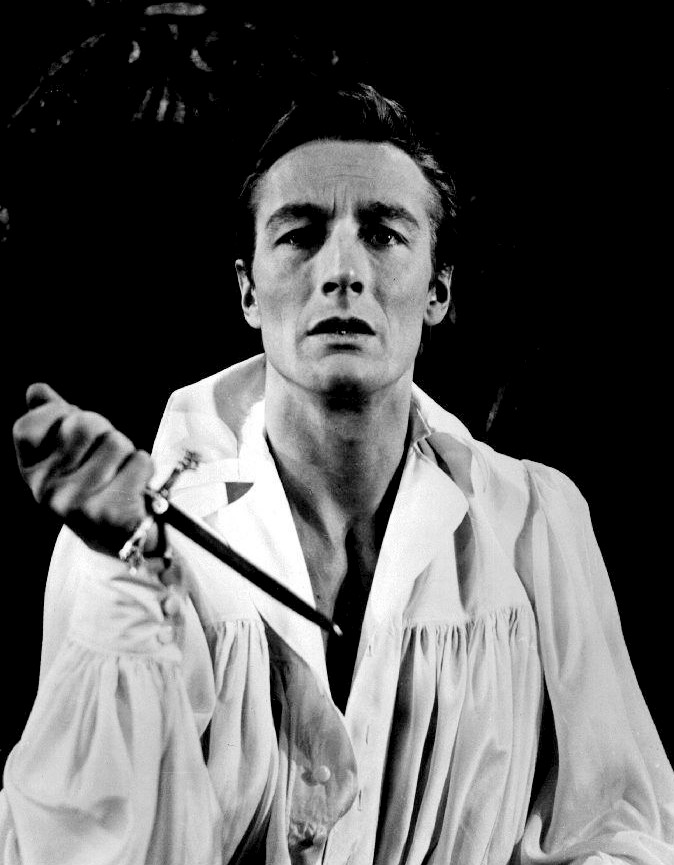

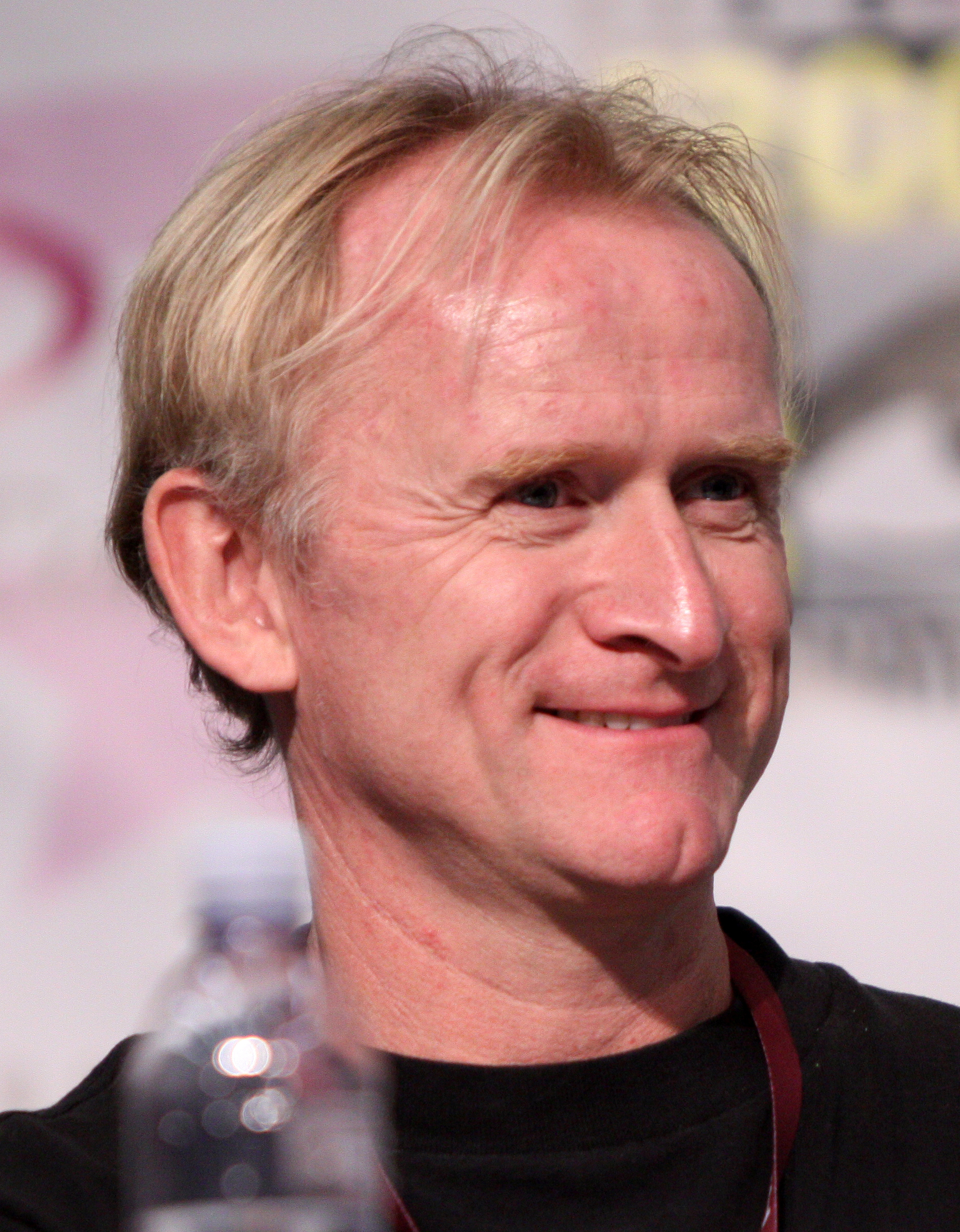

«Скріпка» — друга серія третього сезону американського науково-фантастичного серіалу «Цілком таємно». Вперше була показана на телеканалі Фокс 29 вересня 1995 року. Сценарій до нього написав творець серіалу Кріс Картер, а режисером був Роб Боуман. Ця серія є однією з ключових в «міфології» серіалу. Ця серія отримала рейтинг Нільсена в 11.1 балів і її подивились 17.2 млн осіб. Епізод отримав дуже гарні відгуки від критиків. І критики, і творці серії вважають її однією з найкращих в серіалі.
Серіал розповідає про двох агентів ФБР Фокса Малдера (роль виконав Девід Духовни) та Дейну Скаллі (роль виконала Джилліан Андерсон), які розслідують паранормальні випадки, що називають «файли X». В цій серії агенти дізнаються з секретних документів, що вчені з нацистської Німеччини працювали над расою гібридів людини та прибульця в рамках операції «Скріпка». «Скріпка» є останньою частиною трисерійного сюжету, який був початий в серіях «Анасазі» та продовжений в «Благословенний шлях».

## Сюжет
Індіанець з племені навахо оповідає про уздоровлення Малдера та народження білої жінки — Білої Буйволиці.
Скаллі та Скіннер сидять в квартирі Малдера направивши пістолети один на одного. Раптом Малдер вривається в квартиру і теж наставляє пістолет на Скіннера змусивши його покласти свій. Також Малдер вимагає від Скіннера віддати йому касету. Скіннер переконує Малдера, що буде краще, якщо касета залишиться в нього.
Агенти приходять до Самотніх стрільців і питають чи знають вони когось з фотографії, на якій зображені батько Малдера, Глибока горлянка та Курець. Вони впізнають на фото Віктора Клемпера — відомого науковця з нацистської Німеччини, якого привезли до США в рамках операції «Скріпка». Заходить Фрогікі і повідомляє Скаллі, що її сестра знаходиться в важкому стані після поранення. Скаллі одразу хоче їхати до неї, але Малдер її зупиняє і каже, що на неї там можуть чекати. Згодом агенти приїжджають до Клемпера і показують фотографію. Він каже, що вона зроблена на покинутій шахті в Західній Вірджинії. Клемпер повідомляє їм, що паролем від дверей є число Ейлера. Після того, як агенти його покидають, він дзвонить в консорціум та повідомляє, що Малдер живий. Це спричиняє недовіру консорціуму до Курця. Тим часом Альберт Хостін відвідує Мелісу в лікарні. Якась людина весь час ходить повз палату і уважно слухає що відбувається всередині. Скіннер зустрічається з Курцем в своєму кабінеті і каже, що касета в нього і пропонує йому носій інформації в обмін на безпеку свою та агентів Малдера й Скаллі. Курець не погоджується на це.
Агенти приїжджають на покинуту шахту в Західній Вірджинії, відчиняють двері за допомогою пароля і знаходять там архів з медичними даними та зразками тканин усіх громадян США, в тому числі і себе. Малдер знаходить файл своєї сестри Саманти і бачить, що спочатку він мав бути про нього. Малдер чує ззовні шум та виходить. Він бачить як величезна літаюча тарілка пролітає над ним, а тим часом повз Скаллі пробігає натовп маленьких інопланетян. Приїжджають декілька машин з армійським спецназом і агентам доводиться втікати. Після того, як вони втікають, вони зустрічаються із Скіннером і вирішують — або залишити касету в себе і наразитися на ще більшу небезпеку, або віддати касету в обмін на безпеку і втратити можливість розкрити змову. Малдер робить нелегкий вибір — він вирішує віддати касету Скіннеру. Скіннер їде в лікарню до Меліси, і там Альберт Хостін каже йому, що якась людина слідкує за цією палатою. Скіннер намагається наздогнати цю людину і йому це вдається, але в той же момент на нього нападають Алекс Крайчек і ще одна людина, б'ють і забирають касету.
Згодом Крайчек ледь встигає вибігти з машини, яка от-от вибухне. Він дзвонить Курцю і каже, що касета в нього, і якщо хтось його переслідуватиме, то він опублікує зміст цієї касети. Курець бреше консорціуму, що вбивця Меліси знищений, і разом з ним знищена й касета. Агенти повертаються в будинок Клемпера і зустрічають там одного з членів консорціуму. Він повідомляє агентам, що Клемпер нещодавно помер. Також він розповідає, що батько Малдера збирав медичну інформацію для постапокаліптичної ідентифікації. Клемпер використовував цю інформацію для створення гібридів людей та інопланетян. Після того, як батько Малдера дізнався про створення цих гібридів, Саманту забрали в обмін на його мовчання.
Скіннер та Курець знов зустрічаються в кабінеті Скіннера і Скіннер ще раз пропонує йому угоду. Курець каже, що Скіннер блефує, оскільки в нього більше нема касети. Але Скіннер повідомляє, що Альберт Хостін і 20 інших людей з його племені знають про вміст касети, тому якщо Курець буде переслідувати Малдера чи Скаллі, то цю інформацію можна буде отримати за допомогою одного телефонного дзвінка.

## Створення
Прибульці, які пробігають повз Скаллі на покинутій шахті були зображені восьми- та дев'ятирічними дітьми. Літаюча тарілка, яку побачив Малдер була муляжем піднятим на крані. Використане в серії число Ейлера є невірним: агенти вводять «27828», хоча правильно було б «27182». Шахта в серіалі названа на честь реального німецького вченого Хубертуса Стругхольда, який працював в США після війни. Його звинувачують у експериментах над людьми. Вигаданий Віктор Клемпер змальований зі Стругхольда. Ім'я вигаданого персонажа схоже на ім'я реального німецького єврея Віктора Клемперера, якому вдалося втекти на контрольовану США територію. Шахта була знята в музеї-шахті у Брітанніа-Біч, Британська Колумбія.
Один із сценаристів серіалу Френк Спотніц сказав: «Мені подобається серія „Скріпка“. Я був захоплений сюжетом. Я знаю, що події розвивалися надто швидко для деяких людей, але я думаю що для таких серіалів необов'язково розуміти все. Я думаю цікавіше коли події розвиваються зі швидкістю ракети. Всі були на висоті в цій серії: гра Девіда та Джилліан, режисерська робота Роба Боумана, сценарій Кріса Картера — все було просто чудовим в цій серії». Режисер Роб Боуман сказав «Коли ми закінчили зйомку серії „Скріпка“, я подумав, що я не знаю що мені робити в цьому році щоб досягти такого ж рівня». В 1996 році Мітч Піледжі, який виконував роль Скіннера, сказав, що ця серія була однією з найкращих в серіалі і що йому особливо сподобався той момент, де він каже Курцю щоб той «поцілував його у дупу». Піледжі сказав — це його найулюбленіші слова.
Творці серії вставили сюжетні деталі взяті із Зоряних війн — Малдер дізнається несподівану правду про свого батька, та із роману «Вибір Софі» — батьки Малдера повинні зробити вибір між ним та його сестрою. Картер вставив в серію Білу Буйволицю, коли прочитав про неї в газеті.

## Знімались
| Актор                            | Роль                    |
| -------------------------------- | ----------------------- |
| Девід Духовни                    | Фокс Малдер             |
| Джилліан Андерсон                | Дейна Скаллі            |
| Мітч Піледжі                     | Волтер Скіннер          |
| Ніколас Ліа                      | Алекс Крайчек           |
| Вільям Брюс Девіс                | Курець                  |
| Том Брейдвуд                     | Мелвін Фрогікі          |
| Флойд Вестерман «Червона Ворона» | Альберт Хостін          |
| Шейла Ларкен                     | Маргарет Скаллі         |
| Мелінда МакГроу                  | Мелісса Скаллі          |
| Джон Невілл                      | Добре доглянута людина  |
| Ребекка Тулан                    | Тіна Малдер             |
| Дон С. Вільямс                   | Перший старійшина       |
| Волтер Готелл                    | Віктор Клемпер          |
| Дін Гаглунд                      | Річард «Рінго» Ленглі   |
| Брюс Гарвуд                      | Джон Фіцджеральд Байєрс |